# Daniel Moncada
Daniel Moncada (Morelia, 29 de abril de 1985) es un político mexicano dirigente estatal de Movimiento Ciudadano y diputado en el Congreso de Michoacán. En 2013 se convirtió en el político político mexicano de menor edad en presidir la dirección estatal de un partido en el estado de Michoacán.

## Formación
Originario de Morelia, de padre michoacano y madre mexiquense a sus 16 años inició de “bell boy” , prestando su labor de ayudantía en la Sexagésima Novena Legislatura del Congreso del Estado adscrito a una oficina de un legislador.
Licenciado en Derecho por la Facultad de Derecho y Ciencias Sociales de la Universidad Michoacana de San Nicolás de Hidalgo ( 2005 - 2010). Ha realizado una notoria labor en sus distintos encargos públicos y políticos, por lo que destaca como uno de los personajes más comprometidos con las causas ciudadanas de Michoacán, característica que lo proyecta como uno de los políticos de mayor crecimiento en el estado. 
En 2008 publicó su novela “La Ciudad de la Esperanza” obteniendo varias reseñas favorables por la crítica literaria especializada en Morelia. 

## Trayectoria
Desde el año 2004 inició su acercamiento a la política como asesor en la Consultoría Política “Kratos”. En 2006 fue fundador y director del Periódico Universitario “Punto de Partida” y fundador y colaborador de la Revista Internacional “República 16”. Para 2007 fungió como asesor del secretario técnico de Oficialía Mayor de Gobierno del Estado de Michoacán.
En 2007-2008 fue maestro titular de las materias de bachillerato: filosofía, introducción al estudio del derecho, literatura y ética y valores.
De 2008 a 2013 fue asesor parlamentario en la LXXI y la LXXII Legislatura del H. Congreso del Estado de Michoacán. 
El 12 de febrero de 2012 fue designado como coordinador interino del Comité Ejecutivo Estatal del Movimiento Ciudadano en Michoacán relevando a Aníbal Guerra Calderón, para reestructurar y fortalecer los trabajos de Movimiento Ciudadano. 
En enero del 2013 fue elegido como coordinador de la comisión operativa estatal. Se convirtió en el político político mexicano de menor edad en presidir la dirección estatal de un partido, en su caso Movimiento Ciudadano en el estado de Michoacán. Logrando en el proceso electoral del 2015 que Movimiento Ciudadano en Michoacán obtuviera el avance más importante en la historia de esta organización política en Michoacán al obtener el triunfo en 4 ayuntamientos, Zacapu, Pajacuarán, Jacona y Benito Juárez y una diputación plurinominal. 
Abandera la entrada de las nuevas generaciones en la toma de decisiones y la generación de políticas públicas.  Es defensor en el caso emblemático del luchador social José Manuel Mireles. Desde 2013 se ha desempeñado como diputado local por Michoacán, en el mismo Congreso donde en legislaturas anteriores se desempeñó como asesor parlamentario, específicamente en la LIX legislatura. Durante dicho cargo se destaca por ser el legislador más activo durante su encargo, al presentar más iniciativas que cualquiera de sus compañeros. 
En un año como diputado, hasta mediados de 2016 presentó 17 iniciativas de las cuales 7 han sido aprobadas, cifras que ningún otro diputado michoacano logró en la historia de la legislatura local . Entre las iniciativas presentadas se encuentran la Ley de prohibir la entrada de menores a espectáculos taurinos. En octubre de 2016 presentó la aplicación "foto bache" para reportar los baches de Morelia. En noviembre de 2016 en sesión ordinaria del Congreso de Michoacán, el diputado reclamó incrementar las penas a feminicidas.
Su labor como dirigente estatal de Movimiento Ciudadano ha colaborado en el crecimiento y posicionamiento como fuerza política de la organización que reclama el apoyo a las causas ciudadanas.